# راوند
الرَّاوَنْدُ أو الرَّوَنْدُ (بالإنجليزية: Rhubarb)‏ جنس نبات طبي عشبي جذموري معمر ينتمي للفصيلة البطباطية. أنواعه عديدة جميعها ضمية الأوراق الكبيرة القد، نصلها شارف الصفحة المتمعجة. ازهرارها عثكولي يرتكز على شماريخ قرصية الانتصاب. أزهارها خنثوية وثمارها عنبية.

## الوصف النباتي
الراوند نبات معمر، وتوجد منه عدة أنواع أهمها: راوند الراحى، والراوند الهندي، والراوند الصيني الراوند ایرانی ریواس. أوراقه راحية كبيرة الحجم وحافتها مسننة أو متماوجة، وعنق الورقة شحمي، الأزهار وحيدة الجنس في سنابل كثيفة لونها أبيض مشرب بالأخضر.

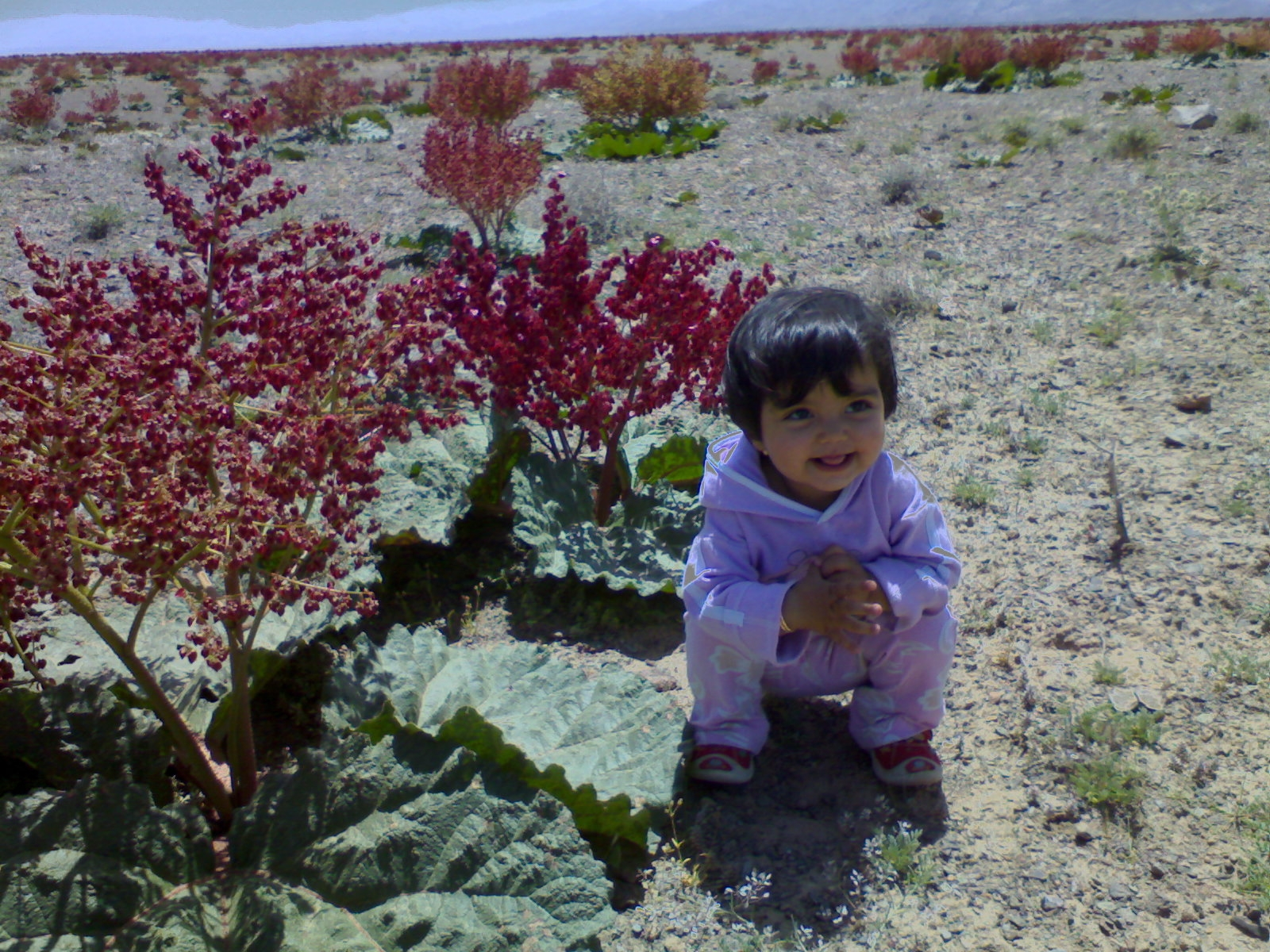
Rivach/زيبد

## المواد الفعالة
تحتوي المادة الفعالة في الراوند على حوالي 10 % من الكينونات وهي أهم ما فيه، بالإضافة إلى مواد دابغة أخرى.
المستعمل منه ريزومات الجذر للنبات المعمر لعامين أو ثلاثة، وهي تحتوي على مادة ذات رائحة متميزة وطعم مر.
درنات الراوند هو أحد الخضراوات التي تنمو على نباتات دائمة الخضرة. ومصدره الأصلي منغوليا. ولكنه ينمو في الأقاليم المعتدلة
في أوروبا وأمريكا. ويشكل جذراً تخزينياً أصفر كبيراً، ومجموعة من الجذور التي تمده بالغذاء تحت الأرض. وينتج جذره الموجود براعم، تنمو منها سيقان ورقية بها أوراق كبيرة. ويستخدم الناس
السيقان ذات العصير المائل كغذاء.
وتحتوي الأوراق على أملاح حمضية سامة من الأوكسالات.
وعادة ما يطهو الناس الراوند كحلوى. وكثيراً ما يستخدم حشواً للفطائر وأيضاً كنوع من الصلصة.
ويحتوي الراوند على نسبة محدودة من فيتامين«ج» وله خواص تليينية. ويوجد به مادة أنثراكينون في الصيف المسهلة وتانين قابض ويوقف الإسهال ،وبه مادة anthranoles في الصيف. والمسحوق طعمه مر ولو أخذ بكميات قليلة يفتح الشهية. ويستعمل لعلاج الإمساك والدوسنتاريا والديدان الدبوسية وقرحة الإثني عشر. وينشط نزول دم الحيض. ويستعمل كدهان لمنع نزيف البواسير. وكمضمضة لعلاج قرح الفم.

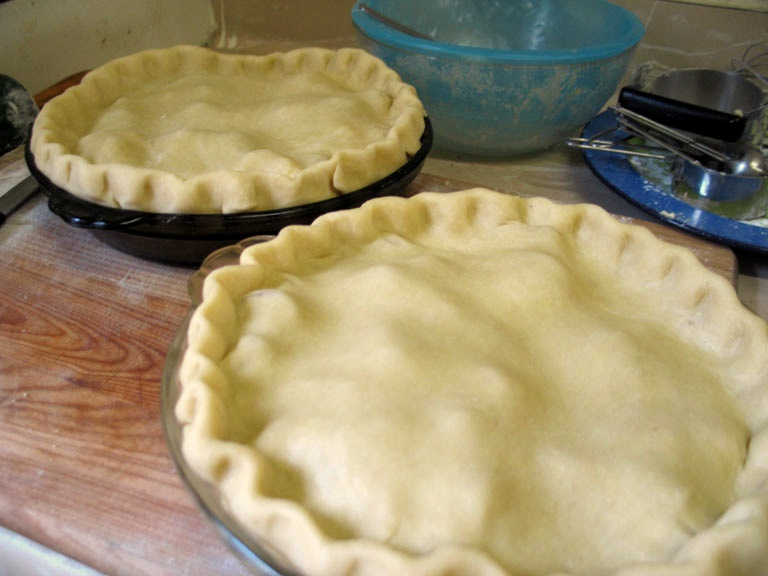
فطيرة الراوند

## الخصائص الطبية
- يستعمل مغلي أو صبغة جذر الراوند كمقو للمعدة.
- يستخدم المسحوق المستخلص منه لفتح الشهية وعلاج الإمساك المزمن واضطرابات والتهابات المعدة.
- الجرعات الخفيفة من الصبغة (5 ـ 10) نقاط قابضة وتستعمل للإسهال، والجرعات المركزة (1 مل) تستعمل كمنبه ومنشط لعمل الكبد.
- ينصح المصابون بحصى الكلى بعدم استعمال الراوند بكثرة.
- يحظر استعمال الأوراق فمن المحتمل أن تكون سامة.
- ينصح بتجنب العشبة أثناء الحمل لأنها مسهل قوي.

## الاستعمالات الصناعية
- يستعمل في صناعة العديد من العقاقير والأدوية الطبية لعلاج اضطرابات الإفراغ المعوي و القرحات الهضمية .
- يستخدم في بعض المستحضرات التجميلية و مركبات العناية بالبشرة .
- يستخدم في صناعة الحلويات و أشهرها كعكة الراوند المشهورة في العديد من الدول الأوربية.